# Tarachidia phecolisca
Tarachidia phecolisca là một loài bướm đêm trong họ Noctuidae.